# IC 3503
IC 3503 је појединачна звијезда у сазвјежђу Ловачки пси која се налази на листи објеката дубоког неба у Индекс каталогу.
Деклинација објекта је + 37° 47' 23" а ректасцензија 12h 33m 48,4s.